# クリスティアン・フォン・シュレースヴィヒ＝ホルシュタイン＝ゾンダーブルク＝アウグステンブルク
クリスティアン・フォン・シュレースヴィヒ＝ホルシュタイン＝ゾンダーブルク＝アウグステンブルク（ドイツ語：Christian von Schleswig-Holstein-Sonderburg-Augustenburg, デンマーク語：Christian af Slesvig-Holsten-Sønderborg-Augustenborg, 1831年1月22日 - 1917年10月28日）は、ドイツ＝デンマーク系のシュレースヴィヒ＝ホルシュタイン＝ゾンダーブルク＝アウグステンブルク（アウグステンボー）公爵家の公子。イギリスのヴィクトリア女王の娘ヘレナと結婚し、イギリス王室の一員となった。

## 生涯

### 生い立ちとシュレースヴィヒ＝ホルシュタイン問題
クリスティアンはデンマーク王家の傍系に属するアウグステンボー公クリスチャン・アウグスト2世とその妻ルイーセ＝ソフィー・ダンネスキョル＝サムセー（1797年 - 1867年）の三男として生まれた。父方の祖母はデンマーク王女ルイーセ・アウグスタであった。
- 父クリスチャン・アウグスト2世
- 母ルイーセ＝ソフィー

クリスティアンは第一次シュレースヴィヒ＝ホルシュタイン戦争で家族と一緒にプロイセン側について戦ったが、このためにアウグステンボー家はデンマークを追放され、財産も失った。彼はその後ボン大学で国家学と法学を学んだ。大学在学中、クリスティアンはプロイセン王太子フリードリヒ（後のドイツ皇帝フリードリヒ3世）と知り合った。
クリスティアンの兄フリードリヒ8世はシュレースヴィヒとホルシュタインの公爵位につくことを主張していた。第二次シュレースヴィヒ＝ホルシュタイン戦争の後、プロイセン宰相オットー・フォン・ビスマルクはフリードリヒとクリスティアンが両公国の公爵位請求権を放棄しようとしないのに業を煮やし、彼ら兄弟からプロイセン軍籍を剥奪した。ビスマルクは1865年8月にガスタイン協定を結び、オーストリアがホルシュタインを、プロイセンがシュレースヴィヒを管理することを取り決めた。アウグステンボー家の公爵位要求は全く無視されていた。

### イギリス王室との繋がり
1865年にクリスティアンは親戚同士の集まりで、未来の妻となるイギリス王女ヘレナと出会った。ヘレナ王女の母親の女王ヴィクトリアは長女のプロイセン王太子妃ヴィクトリアとその夫フリードリヒの親友であるクリスティアンをヘレナの夫に選んだ。このため、ヴィクトリア女王がクリスティアンを三女の夫に選んだことはビスマルクにとっては衝撃であった。この婿選びは、イギリス女王はプロイセンがドイツの他の小国家の正統な君主を追い出して片端から併合を続けることを苦々しく思っている、という政治的メッセージでもあった。プロイセン王太子夫妻がクリスティアンをヘレナの夫として歓迎し、「世界で最も素晴らしい男性」などと持ち上げていることも、ビスマルクを苛立たせていた。ビスマルクは王太子夫妻が自分を怒らせるために、わざとクリスティアンと親しくしているのでは、と疑っていた。

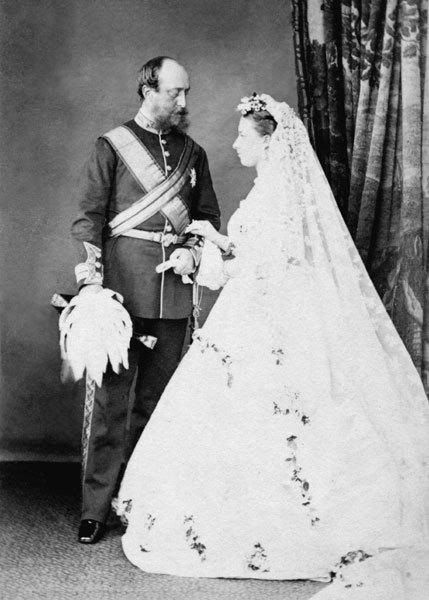
結婚時のクリスティアンとヘレナ

1866年7月5日、クリスティアンはヘレナと結婚した。ヴィクトリア女王は夫妻が結婚後はイギリスに居住することを結婚の条件として提示しており、クリスティアンはこれを承諾した。また結婚に際してクリスティアンはイギリス王国内でのみ通用する「Royal Highness」の敬称を姑の女王から授けられた。これはクリスティアンがアウグステンボー家の公子として持つ「Serene Highness」より上位の敬称だった。夫妻はウィンザー城の敷地内にあるフロッグモア・ハウスに住んだ。
ヴィクトリア女王はクリスティアンにガーター勲章を授け、枢密院議員とした。さらにクリスティアンは1897年に女王の副官に任命された。クリスティアンはイギリス軍にも入隊し、1866年に陸軍少将、1874年に陸軍中将、1877年に陸軍大将に昇進している。また1869年から終身で、ロイヤル・バークシャー連隊および第1志願兵大隊の名誉司令官でもあった。ただし、クリスティアンは本格的な戦場に出て指揮官を務めたことはない。

### 晩年
第一次世界大戦中、イギリス王室は国民の反ドイツ感情に押され、ドイツとの繋がりを消し去るためにドイツ由来の家名や様々な称号を使うのを止めた。1917年、ジョージ5世が王家の姓をウィンザー家に変えると、クリスティアンはこれに従って、妻と二人の娘たちとともにシュレースヴィヒ＝ホルシュタイン＝ゾンダーブルク＝アウグステンブルクの家名を使うのを止め、単に「クリスティアン王子」（His Royal Highness Prince Christian）と称した。
クリスティアンは1917年10月、ロンドンのションバーグ・ハウスで亡くなった。87歳だった。

## 子女
夫妻は6人の子女をもうけたが、うち2人は夭折した。
- クリスティアン・ヴィクター・アルバート・アーネスト・アンソニー（1867年 - 1900年）
- アルバート・ジョン・チャールズ・フレデリック・アーサー・ジョージ（1869年 - 1931年）：1921年、名目上のシュレースヴィヒ＝ホルシュタイン公爵位を継承
- ヴィクトリア・ルイーズ・ソフィア・オーガスタ・アメリア・ヘレナ“ヘレナ・ヴィクトリア”（1870年 - 1948年）
- フランジスカ・ジョゼファ・ルイーズ・オーガスタ・メアリー・クリスティナ・ヘレナ“メアリー・ルイーズ”（1872年 - 1956年） - 1891年、アンハルト公子アリベルトと結婚（1900年離婚）
- フレデリック・クリスティアン・オーガスタス・レオポルド・エドワード“ハロルド”（1867年）
- 息子（1877年、死産）